# Johann Nikolaus Götz
Johann Nikolaus Götz (Worms, 9 de julio de 1721-Winterburg, 4 de noviembre de 1781) fue un poeta y traductor alemán del rococó.

## Biografía
Hijo de un pastor protestante, Götz estudió de 1739 a 1742 teología, filosofía, griego y hebreo en la Universidad de Halle, donde se unió a un grupo de poetas integrado además por Johann Peter Uz y Johann Wilhelm Ludwig Gleim. Tras trabajar un tiempo como preceptor, se convirtió en predicador, soldado y al fin pastor en Hornbach, donde se casó en 1751; después se trasladó a Meisenheim y a Winterburg, donde se transformó en superintendente eclesiástico.
Fue uno de los más célebres poetas anacreónticos de la escuela de Halle, imitando sobre todo con éxito los pequeños géneros de los poetas menores franceses a los que admiraba: el madrigal, el triolet y el rondó. La originalidad que faltaba a sus temas fue compensada por la de su estilo. En sus traducciones o adaptaciones de pequeñas obras extranjeras manejaba con destreza la lengua alemana y se distinguía por los trazos espirituales y una versificación fácil y armoniosa. Federico II de Prusia lo mencionó con elogio. Sus Elegías y sus Idilios son lo mejor de sus poesías que, tras haber aparecido en las antologías de su tiempo, fueron reunidas por Karl Wilhelm Ramler bajo el título de Poesías diversas (Vermischte Gedichte ; Mannheim, 1765).
Se suele citar además su traducción de las Poesías de Anacreonte y las Odas de Safo (Fráncfort, 1746, la de Vert-Vert de Jean-Baptiste Gresset (Karlsruhe, 1752, y la de Le Temple de Gnide de Montesquieu (Ibid., 1759. Redactó igualmente una Autobiografía concluida por su hijo y comprendida en la edición de Ramler.

## Obras
- Die Oden Anakreons in reimlosen Versen, 1746
- Die Gedichte Anakreons und der Sappho Oden, 1760.
- Vermischte Gedichte, 1785